# Gran Premi de França del 1968
Resultats del Gran Premi de França de Fórmula 1 de la temporada 1968, disputat al circuit de Rouen-Les-Essarts el 7 de juliol del 1968.

## Resultats
| Pos | No | Pilot                | Equip           | Voltes | Temps/ Retirada       | Pos. de sortida | Punts |
| --- | -- | -------------------- | --------------- | ------ | --------------------- | --------------- | ----- |
| 1   | 26 | Jacky Ickx           | Ferrari         | 60     | 2h 25' 40. 9          | 3               | 9     |
| 2   | 16 | John Surtees         | Honda           | 60     | + 1' 58.6 min.        | 7               | 6     |
| 3   | 28 | Jackie Stewart       | Matra - Ford    | 59     | + 1 Volta             | 2               | 4     |
| 4   | 30 | Vic Elford           | Cooper - BRM    | 58     | + 2 Voltes            | 17              | 3     |
| 5   | 8  | Denny Hulme          | McLaren - Ford  | 58     | + 2 Voltes            | 4               | 2     |
| 6   | 36 | Piers Courage        | BRM             | 57     | + 3 Voltes            | 14              | 1     |
| 7   | 22 | Richard Attwood      | BRM             | 57     | + 3 Voltes            | 12              |       |
| 8   | 10 | Bruce McLaren        | McLaren - Ford  | 56     | + 4 Voltes            | 6               |       |
| 9   | 6  | Jean-Pierre Beltoise | Matra           | 56     | + 4 Voltes            | 8               |       |
| 10  | 24 | Chris Amon           | Ferrari         | 55     | + 5 Voltes            | 5               |       |
| 11  | 34 | Jo Siffert           | Lotus - Ford    | 54     | + 6 Voltes            | 11              |       |
| NC  | 20 | Pedro Rodríguez      | BRM             | 53     | No Classificat        | 10              |       |
| Ret | 2  | Jochen Rindt         | Brabham - Repco | 45     | Pèrdua de combustible | 1               |       |
| Ret | 4  | Jack Brabham         | Brabham - Repco | 15     | Bomba del combustible | 13              |       |
| Ret | 12 | Graham Hill          | Lotus - Ford    | 14     | Palier                | 9               |       |
| Ret | 32 | Johnny Servoz-Gavin  | Cooper - BRM    | 14     | Accident              | 15              |       |
| Ret | 18 | Jo Schlesser         | Honda           | 2      | Accident Mortal       | 16              |       |

## Altres
- Pole: Jochen Rindt 1' 56. 1

- Volta ràpida: Pedro Rodríguez 2' 11. 50 (a la volta 19)